# Appaleptoneta gertschi
Espèce
Synonymes
- Leptoneta gertschi Barrows, 1940

Appaleptoneta gertschi est une espèce d'araignées aranéomorphes de la famille des Leptonetidae.

## Distribution
Cette espèce est endémique des États-Unis. Elle se rencontre dans le parc national des Great Smoky Mountains et à Kingston au Tennessee et à Greenville en Caroline du Sud.

## Description
Le mâle holotype mesure 1,4 mm et une femelle paratype 1,35 mm .

## Étymologie
Cette espèce est nommée en l'honneur de Willis John Gertsch.

## Publication originale
- Barrows, 1940 : New and rare spiders from the Great Smoky Mountain National Park region. Ohio Journal of Science, vol. 40, no 3, p. 130-138 (texte intégral).